# The Other Side (chanson de SZA et Justin Timberlake)
Pour les articles homonymes, voir The Other Side.
Singles par SZA
Just Us (en)
(2019)
Singles par Justin Timberlake
Believe (en)
(2020) Don't Slack
(2020)
The Other Side est une chanson interprétée par SZA et Justin Timberlake pour la bande originale du film d'animation Les Trolls 2 : Tournée mondiale.

## Classements
| Classement (2020)                        | Meilleure position |
| ---------------------------------------- | ------------------ |
| Allemagne (GfK Entertainment)            | 88                 |
| Australie (ARIA)                         | 43                 |
| Belgique (Flandre Ultratop 50 Singles)   | 50                 |
| Belgique (Flandre Ultratop 50 Airplay)   | 28                 |
| Belgique (Flandre Ultratop R&B/Hip-Hop)  | 11                 |
| Belgique (Wallonie Ultratop 50 Singles)  | 8                  |
| Belgique (Wallonie Ultratop 50 Airplay)  | 7                  |
| Belgique (Wallonie Ultratop R&B/Hip-Hop) | 1                  |
| Bolivie (Monitor Latino)                 | 11                 |
| Canada (Hot 100)                         | 54                 |
| Canada (Canada AC)                       | 21                 |
| Canada (Canada All-Format)               | 13                 |
| Canada (CHR/Top 40)                      | 16                 |
| Canada (Digital Songs)                   | 15                 |
| Canada (Hot AC)                          | 11                 |
| Croatie (HRT)                            | 8                  |
| Écosse (OCC)                             | 27                 |
| États-Unis (Hot 100)                     | 61                 |
| États-Unis (Adult Contemporary)          | 22                 |
| États-Unis (Adult Pop Songs)             | 13                 |
| États-Unis (Dance/Mix Show Airplay)      | 35                 |
| États-Unis (Digital Songs)               | 12                 |
| États-Unis (Pop Airplay)                 | 17                 |
| États-Unis (R&B Songs (en))              | 8                  |
| États-Unis (R&B/Hip-Hop Songs)           | 31                 |
| États-Unis (Radio Songs)                 | 36                 |
| États-Unis (Rhythmic Songs)              | 24                 |
| Europe (Euro Digital Song Sales)         | 11                 |
| Hongrie (Rádiós Top 40)                  | 21                 |
| Hongrie (Single Top 40)                  | 9                  |
| Irlande (IRMA)                           | 56                 |
| Islande (Tónlistinn)                     | 33                 |
| Lituanie (AGATA)                         | 32                 |
| Mexique (Mexico Ingles Airplay (en))     | 20                 |
| Nouvelle-Zélande (Hot 40 Singles)        | 2                  |
| Pays-Bas (Nederlandse Top 40)            | 31                 |
| Pays-Bas (Single Top 100)                | 60                 |
| Portugal (AFP)                           | 119                |
| Roumanie (Airplay 100)                   | 67                 |
| Royaume-Uni (UK Singles Chart)           | 44                 |
| Slovaquie (IFPI Rádio)                   | 82                 |
| Slovaquie (IFPI Singles Digitál)         | 74                 |
| Suède (Heatseeker)                       | 10                 |
| Suisse (Schweizer Hitparade)             | 47                 |
| Suisse (Charts Romandie)                 | 18                 |
| Tchéquie (IFPI Rádio)                    | 37                 |
| Tchéquie (IFPI Singles Digitál)          | 92                 |